# Z Carinae
Z Carinae är en pulserande variabel av Mira Ceti-typ (M)i stjärnbilden Kölen. 
Z Carinae varierar mellan visuell magnitud +10,2 och 15,2 med en period av 384,01 dygn.